# Gabriel Liiceanu
Gabriel Liiceanu (n. 23 mai 1942, Râmnicu Vâlcea) este un filozof, interpret și scriitor român. Discipol al filozofului Constantin Noica, în perioada comunistă s-a făcut remarcat ca interpret al filozofului german Martin Heidegger. Din 1990 este directorul Editurii Humanitas, una dintre cele mai importante instituții culturale române, proiect formulat în anii Școlii de la Păltiniș. 
După Revoluția din 1989 a participat la principalele dezbateri publice din spațiul cultural și politic românesc, dobândind statutul de intelectual public important, dar stârnind în același timp și critici acerbe. În 1995 a apărut filmul documentar Apocalipsa după Cioran, după un scenariu de Gabriel Liiceanu, conținând singurul interviu românesc filmat al filozofului Emil Cioran. După 2000, a realizat împreună cu Andrei Pleșu emisiuni culturale de televiziune (Altfel, la Realitatea TV și 50 de minute cu Pleșu și Liiceanu la TVR1). În prezent este membru al Societății Române de Fenomenologie. A fost membru al Grupului pentru Dialog Social. 

## Studii
S-a născut la 23 mai 1942 la Râmnicu Vâlcea; tatăl său, Petre Liiceanu lucra în finanțe, iar mama sa, Ioana Liiceanu (născută Marineanu), era profesoară de matematică. În timpul copilăriei sale, familia s-a stabilit la București.
Începând cu clasa a V-a este elev al Școlii Medii nr. 12 (actualul Colegiu Național "Spiru Haret") pentru ca 3 ani mai târziu să se mute și să absolve liceul Gheorghe Lazăr. Este absolvent al Facultății de Filozofie (1960-1965) și al Facultății de Limbi Clasice (1968-1973) din București. În 1976 obține doctoratul în filozofie cu teza Tragicul. O fenomenologie a limitei și depășirii.
Tânăr cercetător la Institutul de filozofie în anii '70, începe să frecventeze alături de Andrei Pleșu „Școala de la Păltiniș” (stațiune de munte în care filozoful Constantin Noica își desfășura, prin seminarii private, împreună cu câțiva discipoli, proiectul cultural de recluziune formativă voluntară în fața realității regimului comunist), ca elev preferat al lui Noica. Volumele Jurnalul de la Păltiniș și Epistolar, mărturii ale acestui parcurs formativ, au un rol important în epocă.
Între anii 1982-1984 a fost bursier al Fundației Alexander von Humboldt.

## Activitate
În 1975 se transferă la Institutul de Istorie a Artei, unde va ocupa un rol de cercetător până în 1989. În 1990 Liiceanu a devenit director al Editurii Humanitas, iar din 1992 este profesor la Facultatea de Filozofie a Universității din București.
În calitate de conducător al Editurii Humanitas, Gabriel Liiceanu a reeditat după Revoluția din 1989 o multitudine de autori români interziși (în totalitate sau parțial) în perioada comunistă. Spectrul acestora acoperă diferite domenii, precum filozofia (Emil Cioran, Mircea Eliade, Nae Ionescu), literatura (Eugen Ionescu, Lucian Blaga) și istoria (memoriile lui Constantin Argetoianu, I. G. Duca). Un eveniment editorial de excepție a fost publicarea în 1996 a ediției princeps a jurnalului scriitorului român cu origini evreiești Mihail Sebastian, carte care supraviețuise în manuscris de la moartea autorului (în 1945). Jurnalul a avut un impact foarte mare, întrucât reprezenta prima mărturie din interior a fascizării și antisemitismului generației '27. Au avut loc numeroase dezbateri și polemici despre modul în care ar trebui să se raporteze lumea intelectuală la operele indubitabil valoroase al vârfurilor generației criterioniste (cât și alte teme aferente). Gabriel Liiceanu, alături de Monica Lovinescu și Virgil Ierunca s-a situat în permanență în tabăra care pleda pentru recuperarea operelor unor Mircea Eliade și Emil Cioran, în virtutea valorii lor estetice. În acest context, Liiceanu și-a atras critici precum cea a fostului dizident Gabriel Andreescu, care îl califică drept facilitant al extremismului, deoarece a promovat naționaliștii și iraționaliștii interbelici, care ar fi fost „ideologi ai extremismului de dreapta”.
Gabriel Liiceanu s-a situat în centrul unei alte dezbateri publice în 1999, în timpul bombardării Serbiei de către Organizația Tratatului Atlanticului de Nord. Atunci a susținut poziția ministrului de externe Andrei Pleșu de permitere a survolării teritoriului românesc de către avioanele NATO, împotriva majorității opiniei publice, care favoriza o poziție neutră a României. Majoritatea analiștilor de politică internațională sunt de părere că atitudinea României în această problemă a contribuit la aderarea la Organizația Tratatului Atlanticului de Nord în 2004.
Liiceanu este membru fondator al Grupului pentru Dialog Social și al Revistei 22, membru în consiliul științific al New Europe College (1997-2005), membru în Consiliul de Administrație al TVR (1998-2002), și Președinte al Asociației Editorilor din România (1999-2006)
În opinia criticilor lui Gabriel Liiceanu, acesta împărtășește (alături de ceilalți membrii ai G.D.S-ului), o poziție elitistă și neo-populistă. În data 1 octombrie 2019, Gabriel Liiceanu s-a retras din Grupul pentru Dialog Social motivând-și gestul printr-o scrisoare de 11 pagini adresată membrilor în care critica anumite comportamente sau ocupații ale unor persoane ce nu coincideau cu scopul grupului.

### Viziune filozofică
Prin ideile valorizate și comentate cu precădere în operă (alienarea, contingența, libertatea, aporia morală, facticitatea), tematica gândirii sale poate fi definită ca existențialistă și agnostică („Unei probleme reale nu-i poate corespunde o cunoaștere reală”, cf. Ușa interzisă). Ideile sale și-au primit influența cu predilecție din idealismul platonician, Kant, Schelling, Husserl și onto-fenomenologia heideggeriană. Schițează în lucrarea Despre limită o fenomenologie existențială definită de ideea transcenderii determinărilor generale și a necesității istorice, înspre o responsabilitate individuală obținută prin alegere, proiect și hotărâre.

## Scrieri
- Tragicul. O fenomenologie a limitei și depășirii, București, Ed. Univers 1975, Ed. Humanitas, 1993, 2005;
- Încercare în politropia omului și a culturii, București, Cartea Românească, 1981; ediția a II-a, cu titlul Om si simbol. Interpretări ale simbolului în teoria artei și filozofia culturii, Ed. Humanitas, 2005;
- Jurnalul de la Păltiniș, București, Cartea Românească, 1983, Ed. Humanitas, 1991, 1996, 2004, 2005, 2014 (ediție aniversară);
- Cearta cu filozofia, București, Ed. Humanitas, 1992, 2005;
- Apel către lichele, București, Ed. Humanitas, 1992, 1996, 2005, 2012;
- Despre limită, București, Ed. Humanitas, 1994, 1997, 2009, 2010;
- Itinerariile unei vieți: Emil Cioran – Apocalipsa după Cioran, București, Ed. Humanitas, 1995, 2011;
- Declarație de iubire, Ed. Humanitas, 2001, 2008;
- Ușa interzisă (Jurnal), București, Ed.Humanitas, 2002, 2010; versiunea în limba franceză "La porte interdite, trad. de Michelle Dobré, Marie-France Ionesco, Ed.Humanitas, 2011;
- Mario Vargas Llosa în dialog cu Gabriel Liiceanu - Chipuri ale răului în lumea de astăzi (editie bilingvă, româno-spaniolă), trad. de Ileana Scipione, Ed. Humanitas, 2006, 2011;
- Despre minciună, Ed. Humanitas, 2006 (inclus în "3 eseuri", 2014);
- Despre ură, Ed. Humanitas, 2007 (inclus în "3 eseuri", 2014);
- Despre seducție, Ed. Humanitas, 2007, 2013 (inclus în "3 eseuri", 2014);
- Scrisori către fiul meu, Ed. Humanitas, 2008, ISBN 978-973-50-2367-6
- Întâlnire cu un necunoscut, Ed. Humanitas, 2010; [13]
- Întâlnire în jurul unei palme Zen, în colaborare cu Răzvan Luscov și Gabriel Cercel, Ed. Humanitas, 2011 ;
- Estul naivităților noastre : 27 de interviuri 1990-2011 : oare ne putem apăra prin cuvinte? , Ed. Humanitas, 2012;
- 18 cuvinte-cheie ale lui Martin Heidegger, Ed. Humanitas, 2012;
- Măștile lui M.I. - Gabriel Liiceanu în dialog cu Mircea Ivănescu, Ed. Humanitas, 2012;
- Dragul meu turnător, Ed. Humanitas, 2013; [14][15]
- Fie-vă milă de noi! și alte texte civile, Ed. Humanitas, 2014;
- Dialoguri de duminică. O introducere în categoriile vieții, în colaborare cu Andrei Pleșu; Ed. Humanitas, 2015;[16][17]
- Nebunia de a gândi cu mintea ta, Ed. Humanitas, 2016;[18]
- România. O iubire din care se poate muri, Ed. Humanitas, 2017;[19]
- Continentele insomniei, Ed. Humanitas, 2017;[20]
- Așteptând o altă omenire, Ed. Humanitas, 2018;[21][22]
- Caiet de ricoșat gânduri sau despre misterioasa circulație a ideilor de-a lungul timpului, Ed. Humanitas, 2019;[23]
- Ludice. Exerciții de umor criptic, Ed. Humanitas, 2019;[24]
- Povestea insulei Humanitas, Ed. Humanitas, 2020 (Ediție aniversară. Humanitas - 30 de ani de la înființare);[25]
- Isus al meu, Ed. Humanitas, 2020;[26][27]
- Impudoare. Despre „eu” va fi vorba, Ed. Humanitas, 2021.[28][29]
- Ce gândește Dumnezeu?, Ed. Humanitas, 2022
- Exitus, Ed. Humanitas, 2023
- Scrisoare către Dorothea: breviar de idei îndrăgostite, Ed. Humanitas, 2024, ISBN 978-973-50-8458-5
- A doua viață a cărților mele: interviuri 2013-2025, Ed. Humanitas, 2025, ISBN 978-973-50-8774-6

Lucrări publicate în străinătate
- "Zu Heideggers 'Welt'- Begriff im 'Ursprung des Kuntswerkes'." Kunst und Technik (Walter Biemel und Fr.-W. von Herrmann Herausg.), Frankfurt am Main, Vittorio Klostermann Verlag, 1989
- De la limite : petit traité à l'usage des orgueilleux, (Despre limită), trad. de Alexandra Laignel-Lavastine, Paris, Éditions Michalon, 1994
- Itinéraires d'une vie : E.M. Cioran, suivi de Les Continents de l'insomnie : entretien avec E.M. Cioran, trad. de Alexandra Laignel-Lavastine, Paris, Éditions Michalon, 1995
- Lectures de Ionesco, ed. L'Harmattan, 1996
- Lectures de Cioran, ed. L'Harmattan, 1997
- Apokalypsen enligt Cioran, Dualis Förlag, Ludvika, 1997
- Le Journal de Paltinis : 1977-1981 : récit d'une formation spirituelle et philosophique, trad. de Marie-France Ionesco, Paris, Éditions La Découverte, 1998
- The Paltiniș Diary: A Paideic Model in Humanist Culture , Central European University Press, 2000
- Dziennik z Păltinișu. Pajdeja jako model w kulturze humanistycznej, Pograznicze, Sejny, 2001
- Dagbok från Paltinis : en visdomsskola i den humanistiska kulturen : med ett tillägg från 1996; av Liiceanu, Gabriel Samuelsson, Liliana Donose|Apelkvist, Åsa; Ludvika: Dualis Förlags, 2008

Lucrări colective
- Dialoguri de seară, Constantin Galeriu, Gabriel Liiceanu, Andrei Pleșu și Sorin Dumitrescu; Ed. Harisma, 1991;
- După-amiezele cetății : caietele anului 2000, coord. de Gabriela Tabacu; Alexandru Paleologu, Gabriel Liiceanu, Horia-Roman Patapievici, Prea Sfinția Sa Chrysostomos - arhiepiscop de Etna, Juan Francisco Ortiz, Nicu Alifantis și formația corală "Da Capo"; Editura Universitara Ion Mincu, 2001;
- Crase banalități metafizice de Alexandru Dragomir; prelegeri reconstruite de Gabriel Liiceanu si Cătălin Partenie ; pref. de Gabriel Liiceanu; postf. de Andrei Pleșu; Ed. Humanitas, 2004, 2008;
- Epistolar, în colaborare cu Radu Bogdan, Emil Cioran, Petru Creția, Stefan Aug. Doinaș, Ion Ianoși, Thomas Kleininger, Constantin Noica, Alexandru Paleologu, Andrei Pippidi, Andrei Pleșu, Mariana Sora, Marin Tarangul și Sorin Vieru), București, Cartea Românească, 1987, Ed. Humanitas, 1996, 2008;
- Sensuri metafizice ale crucii – Gabriel Liiceanu, Anca Manolescu, Andrei Pleșu, Horia-Roman Patapievici; Ed. Humanitas, 2008;
- Povești de dragoste la prima vedere – Gabriel Liiceanu, Ioana Pârvulescu, Radu Paraschivescu, Ana Blandiana, Adriana Bittel; Ed. Humanitas, 2008;
- Despre Noica. Noica inedit (Centenar Constantin Noica – 1909/2009) –  Gabriel Liiceanu, Andrei Pleșu, Ioana Pârvulescu, Dan C. Mihăilescu, Alexandru Dragomir, Andrei Cornea; Ed. Humanitas, 2008;
- Pot să vă mai enervez cu ceva? Interviuri între vehemență și emoție, coord. de Ovidiu Șimonca – Nicolae Manolescu, Matei Călinescu, Mihai Șora, Matei Vișniec, Antoaneta Ralian, Andrei Pleșu, Andrei Șerban, Livius Ciocârlie, Paul Cornea, Alexandru Paleologu, Gabriela Adameșteanu, Gheorghe Crăciun, Dumitru Țepeneag, Nora Iuga, Gabriel Liiceanu, Gabriela Melinescu, Ștefan Agopian, Mircea Cărtărescu, Neagu Djuvara, Gelu Ionescu, Petru Cimpoeșu, Bujor Nedelcovici, Mircea Horia Simionescu, Victor Rebengiuc, Marcel Iureș;  Ed. Cartier, 2009;
- Cărțile care ne-au făcut oameni, coord. de Dan C. Mihăilescu – Ana Blandiana, Lucian Boia, Mircea Cărtărescu, Ștefan Câlția, Livius Ciocârlie, Andrei Cornea, Neagu Djuvara, Gabriel Liiceanu, Nicolae Manolescu, Mihai Măniuțiu, Horia-Roman Patapievici, Ioana Pârvulescu, Irina Petrescu, Andrei Pleșu, Victor Rebengiuc, Alex Ștefănescu, Valeriu Stoica, Ion Vianu; Ed. Humanitas, 2010;
- Intelectuali la cratiță. Amintiri culinare și 50 de rețete – Gabriel Liiceanu, Adriana Babeți, Adriana Bittel, Ana Blandiana, Emil Brumaru, Mircea Cărtărescu, Marius Chivu, Livius Ciocârlie, Neagu Djuvara, Dan C. Mihăilescu, Ioana Nicolaie, Radu Paraschivescu, Ioana Pârvulescu, Oana Pellea, Monica Pillat, Andrei Pleșu, Tania Radu, Antoaneta Ralian, Grete Tartler, Vlad Zografi; Ed. Humanitas, 2012;
- Casele vieților noastre – Gabriel Liiceanu, Adriana Bittel, Ana Blandiana, Andrei Pleșu, Antoaneta Ralian, Barbu Cioculescu, Dan C. Mihăilescu, Gabriela Tabacu, Horia-Roman Patapievici, Ioana Pârvulescu, Micaela Ghițescu, Monica Pillat, Radu Paraschivescu, Tania Radu, Victor Ieronim Stoichiță; Ed. Humanitas, 2014;
- O idee care ne sucește mințile – Gabriel Liiceanu, Andrei Pleșu,Horia-Roman Patapievici; Editura Humanitas, 2014; [30]
- Cartea simțurilor, coord. de Dan C. Mihăilescu – Gabriel Liiceanu, Mihai Măniuțiu, Dan C. Mihăilescu, Angelo Mitchievici, Horia-Roman Patapievici, Tania Radu, Antoaneta Ralian, Cătălin Ștefănescu, Ana Barton, Adriana Bittel, Ana Blandiana, Mircea Cărtărescu, Ioana Nicolaie, Radu Paraschivescu, Ioana Pârvulescu, Constantin Coman, Horea Paștină, Monica Pillat, Andrei Pleșu, Mihai Sârbulescu, Victor Ieronim Stoichiță; Ed. Humanitas, 2015;
- Și eu am trăit în comunism, coord. de Ioana Pârvulescu – Gabriel Liiceanu, Andrei Pleșu, Mircea Cărtărescu, Radu Paraschivescu, Ioana Pârvulescu, Lidia Bodea, Rodica Zafiu; Ed. Humanitas, 2015;
- Iubirea din oglindă, coord. de Tatiana Niculescu, texte de George Bălan, Andrei Pleșu, Martin S. Martin, Gabriel Liiceanu, Petru Creția, Michael Fieger, Victor Bărbulescu, Tarciziu Șerban Adam, Emanuel Conțac, Teodor Baconschi, Florin Buhuceanu, Constantin Necula, Wilhelm Tauwinkl, Domnica Petrovai, Andrei Șerban, Florentina Ionescu, Cristi Danileț, Ed. Humanitas, 2017
- Cum să fii fericit în România, coord. de  Oana Bârna, texte de Gabriel Liiceanu, Ioana Pârvulescu, Radu Paraschivescu, Tatiana Niculescu, Anamaria Smigelschi, Andrei Pleșu, Adriana Bittel, Dan Tăpălagă, Jean A. Harris, Vlad Zografi, Clotilde Armand, Ariana Rosser Macarie, Andreea Răsuceanu, Andrei Cornea, Monica Pillat, Mihaela Coman, Horia-Roman Patapievici; Ed. Humanitas, 2017;
- Iubirea din oglindă: Despre sex și identitate, coord. de  Tatiana Niculescu, texte de Andrei Pleșu, Gabriel Liiceanu, Petru Creția, Michael Fieger, Victor Bărbulescu, Tarciziu Șerban Adam, Emanuel Conțac, Teodor Baconschi, Florin Buhuceanu, Constantin Necula, Wilhelm Tauwinkl, Domnica Petrovai, Andrei Șerban, Florentina Ionescu, Cristi Danileț; Ed. Humanitas, 2017;
- Înapoi la argument – Gabriel Liiceanu, Horia-Roman Patapievici, Ed. Humanitas, 2023

### Articole
În străinătate
- "Unamuno: Le tragique ridicule", in: Revue roumaine des sciences sociales, serie de philosophie et logique, tome 14, Nr. 1, 1970
- "Nietzsche: Le tragique metaphysique", in: Revue roumaine des sciences sociales, serie de philosophie et logique, tome 14, Nr. 4, 1970
- "Esquisse pour une metaphysique du 'nostos'", in: Revue roumaine des sciences sociales, serie de philosophie et logique, tome 16, Nr. 2, 1972
- "Journal d'un traducteur", in: Michel Haar (Hg.), Cahier de l'Herne Heidegger, Editions de l'Herne, Paris, 1983
- "Reperes pour une hermeneutique de l'habitation", in: Constantin Tacou (Hg.), Cahier des symboles du lieu. L'habitation de l'homme, Herne, Paris, 1983
- "Constantin Noica peut se tenir pour un homme heureux", in: International Journal of Rumanian Studies, Bd. 4, Nr. 2, Amsterdam, 1984-86

(zus. mit Th. Kleininger) "Heideggers Rezeption in Rumänien", in: Concordia: Internationale Zeitschrift für Philosophie, Nr. 16, 1989; wieder abgedruckt in: Studia Phaenomenologica I (2001) 1-2
- "The limit and reaching beyond. A philosophical-philological investigation", in: Annalecta Husserliana, Nr. 27, 1989
- "Heidegger, das Kunstwerk und die Grenze", in: M. Fürst / N. Holmer / Th. Hübel / H. Vetter (Hg.), Mesotes. Supplementband Martin Heidegger . Beiträge des Symposions "Tendenzen und Ergebnisse der Heidegger-Forschung in Ost- und Mitteleuropa", Wien, 1991
- "Lettre ouverte a Jacques Derrida", in: Gulliver, Nr. 6, 1991
- "Zu Heideggers 'Welt'- Begriff im 'Ursprung des Kunstwerkes'." Kunst und Technik (Walter Biemel und Fr.-W. von Herrmann Herausg.), Frankfurt am Main, Vittorio Klostermann Verlag, 1989.
- The Limit and Reaching Beyond a Philosophico-Philological Investigation, in: Analecta Husserliana, The Yearbook of Phenomenological Research, Volume XXVII, Kluwer Academic Publishers, 1989
- Lettre ouverte à Jacques Derrida, in: Gulliver, Revue littéraire, nr. 6, 1991
- Le dernier entretien, in: Lectures de Ionesco, hrsg. von Norbert Dodille, Marie-France Ionesco und Gabriel Liiceanu
- E Ionesco - G Liiceanu, L’ultima intervista, , in: E. Ionesco. L’Assurdo e la speranza. Testi e dipinti inediti, Guaraldi, Rimini, 1994
- De la limite, in: Le Messager Européen, Gallimard, 1996
- Két stácio Noica útján, in Holmi, Budapest, 1998
- La mort de Cioran, in: La Nouvelle Revue Française, April 2001
- Weitere Artikel in: Le Monde, Frankfurter Rundschau, Esprit, La Nouvelle Revue Française

În România
- „Sebastian, fratele meu“, in: Revista 22, București, Nr. 17 (375), aprilie-mai 1997, pp. 10-11
- „Eseu despre sărut“, in: Revista 22, București, Nr. 21, mai 1999, pp. 10-12
- „Elemente pentru o dramă“, in: Revista 22, București, Nr. 10, martie 1999, pp. 12-13
- „Provocarea lui Noica“, in: Revista 22, București, Nr. 30, iulie-august 1999, pp. 8-11
- „Cele cinci spaime ale electoratului roman“, in: Revista 22, București, Nr. 43, octombrie 2000, p. 5
- „Moartea lui Cioran“, in: Revista 22, București, Nr. 21, mai 2000, pp. 10-11
- „Dans cu o carte“, in: România Literară, București, Nr. 17,mai 2000, p. 7
- „TVR – ultima instituție socialistă a țării“, in: Revista 22, București, Nr. 9, februarie-martie 2000, pp. 6-7
- „Jurnal pe marginea unei gropi comune“, in: Revista 22, București, Nr. 6, februarie 2001, pp. 8-9
- „Laudatio pentru Walter Biemel“, in: Cotidianul, București, Supliment cultural, „Litere, Arte, Idei“, 12 mai 2003, pp. 4-5
- „După douăzeci de ani.“, in dosarul „Jurnalul de la Păltiniș dupa 20 de ani“, in: Cotidianul, București, Supliment cultural „Litere, Arte, Idei“, Nr. 34 (290), Anul VIII, 29 septembrie 2003, p. 3
- „Cabana filozofului. Două modele ale locuirii“, in Dosarul „Todtnauberg și Păltiniș: un dialog“, in: Idei in dialog, București, An I, Nr. 2, noiembrie 2004, pp. 24-27
- „Prelegerile din Intrarea Lucaci. Gînduri despre filozofia lui Alexandru Dragomir“, in: Idei in dialog, București, An I, Nr. O, august 2004, pp. 14-17
- „Editarea lui Mircea Eliade“, România Literară, nr. 23 /16-22 iunie 2004, pp. 20-21
- „Alexandru Dragomir. Destinul deturnat al unui filozof“, in: România Literară (București), An XXXVII, 21-27 ianuarie 2004, pp. 16-19
- „Despre îngeri. In dialog cu Andrei Plesu și Mircea Mihăieș“, in: Orizont, Temeswar, Nr. 1, ianuarie 2004, An XVI, pp. 14-23, decembrie 2003 (Aula Magna a Universității din Timișoara)
- „Prima exegeză autentică din România a unui gânditor modern“, in: Idei în dialog, București, nr. 8 (11) / august 2005, pp. 15-16
- „Singurătatea lui Sorin Lavric. O exegeză, în sfârșit, a filozofiei lui Noica“, in: Idei în dialog, An II, nr. 9 (12) / septembrie 2005, pp. 13-14.
- „Trecerea lui Vargas Llosa prin Romania“, in: România Literară, București, Nr. 41 / 19-25 octombrie 2005, p. 3
- „Un seminar despre presocratici in 1948 sau Ce se poate face cind comunismul vine la putere“, in: Dilemateca, București, Jahrgang I, Nr. 3, iulie 2006, pp. 78-80
- „Absența lui Horia Bernea“, in: România Literară, București, Nr. 25, iunie 2006, pp.14-15
- „Umbra parintelui Marchis la Cozia“, in: Cotidianul, București, 3 septembrie 2006, p. 4
- „Spovedania lui Steinhardt“, in: Dilemateca , București, nr. 1 / 2006, p. 60
- „Trei handicapuri ale comunicării culturale“, in: Revista 22, București, nr. 840 / 11-17 aprilie 2006, pp. 10-11
- „Noica si Securitatea“, in: Idei in dialog, București, An III, Nr. 9 (24), septembrie 2006, pp. 32-35

### Interviuri
- „Comunismul, irealitatea unei grozăvii istorice“, in: Vineri, București, Nr. 9, An II, iulie 1999, p. 7
- „Accesul la dosarele Securitatii“, in: Revista 22, București, Nr. 7 (365), februarie 1997, pp. 8-9
- „Voi incerca sa-i fac dreptate lui Noica“, in: Independent, București, 12 mai 2003, p. 4
- „Oamenii nu mai recunosc nevoia de elită. Poate nu-și dau seama exact la ce-i bună“, in: Cotidianul, Supliment cultural „Litere, Arte, Idei“, Nr. 3 (259), An VIII, 20 ianuarie 2003, pp. 4-5
- „Dialog cu Walter Biemel“, in: Revista 22, București, Nr. 688, An XIV, 2003, p. 11
- „Ce înseamnă a-l fi tradat pe Noica?“, in: Orizont, Temeswar, Nr. 4, (1447), aprilie 2003 (Programul cultural „A cincea roată“, 7 decembrie 2002, pp. 10-11
- „Trebuie o generație spălată de o istorie încărcată“, in: Evenimentul Zilei, București, 8 decembrie 2003, Nr. 3579, p. 9
- „Trebuie să crezi in valorile pe care le pune în circulație o carte“, in: Cuvantul, București, Anul XI (XVI), Nr. 11 (341), noiembrie 2005, pp. 7-8
- „Sint deținătorul unei experiențe unice. Gabriel Liiceanu in dialog cu Jan Guillou“, in: România Literară, (București) 19 / 18-24 mai 2005, pp. 8-9
- „Trăiesc atîta vreme cît mă indignez“, in: Observator cultural, nr. 45-46 (302-303), 12-18 ianuarie 2006, pp. 9-10, Nr. 47 (304), 19-25 ianuarie 2006, pp. 6-7

### Traduceri
- Platon, Hippias Maior, Euthydemos, Phaidros, în: Platon, Opere, vol. 2, 3, 4; București, Ed. Științifică,  1976-1978-1980;
- David Armeanul, Introducere în filozofie, București, Editura Academiei, 1977;
- Norbert Groeben, Psihologia literaturii. Știința literaturii între hermeneutică și empirizare; traducere de Gabriel Liiceanu și Suzana Mihalescu, 1978;
- Martin Heidegger, Originea operei de artă; în colaborare cu Thomas Kleininger, Ed. Univers, 1982; ed. Humanitas, 1995;
- Martin Heidegger, Repere pe drumul gândirii; în colaborare cu Thomas Kleininger, Ed. Politica, 1987;
- Martin Heidegger, Introducere in metafizică; în colaborare cu Thomas Kleininger, Ed. Humanitas, 1995;
- E. M. Cioran, Țara mea / Mon pays, Ed. Humanitas, 1996;
- Martin Heidegger, Ființă și timp; în colaborare cu Cătălin Cioabă, Ed. Humanitas, 2002

### Cărți audio
- Noica (în colaborare cu Andrei Pleșu), Ed. Humanitas Multimedia, 2003;
- Ușa interzisă, Ed. Humanitas Multimedia, 2005;
- Apel către lichele, Ed. Humanitas Multimedia, 2006;
- Declarație de iubire, Ed. Humanitas Multimedia, 2006;
- Sub semnul depărtării : corespondența Constantin Noica - Sanda Stolojan; pref. de Matei Cazacu; lectura: Andrei Pleșu, Gabriel Liiceanu; Ed. Humanitas Multimedia, 2006;
- Sebastian, mon frère. Scrisoare către un frate mai mare, Ed. Humanitas Multimedia, 2006;
- De ce te iubesc; antologie și cuvânt înainte de Ioana Pârvulescu; lectura: Gabriel Liiceanu, Ed. Humanitas Multimedia, 2006;
- Strategii ale seducției. De la Romeo și Julieta la sărutul cioranian, Ed. Humanitas Multimedia, 2006;
- Itinerariile unei vieți: E.M. Cioran, Ed. Humanitas Multimedia, 2007;
- Despre minciună, Ed. Humanitas Multimedia, 2007;
- Fratii Karamazov : discursul Marelui Inchizitor de Dostoievski; lectura: Gabriel Liiceanu; trad.: Izabela Dumbrava si Ovidiu Constantinescu; Ed. Humanitas Multimedia, 2008;
- Înapoi la argument: Horia-Roman Patapievici în dialog cu Gabriel Liiceanu, Ed. Humanitas Multimedia, 2008;
- Cele trei norme ale mamei - Prajitura interzisă. Scrisoare către fiul meu, Ed. Humanitas Multimedia, 2009;
- Ce ne facem cu calul negru? Despre căderea în trup, dragoste și ipocrizie, Ed. Humanitas Multimedia, 2011;
- 50 de minute cu Pleșu și Liiceanu, 2011, coautor Andrei Pleșu;
- James Joyce - Cei morți, lectura: Gabriel Liiceanu; Ed. Humanitas Multimedia, 2012;
- Despre seducție. De la Romeo și Julieta la sărutul cioranian, Ed. Humanitas Multimedia, 2013;
- Continentele insomniei. Cioran și Dumnezeu, Ed. Humanitas Multimedia, 2014;
- Povestea maiorului Ion Pătrulescu, cu o prefață în lectura autorului; lectura: Răzvan Vasilescu; Ed. Humanitas Multimedia, 2015;
- 11 autori Humanitas citesc cele mai frumoase pagini: o antologie Humanitas 25 de ani - Ana Blandiana, Lucian Boia, Mircea Cărtărescu, Andrei Cornea, Neagu Djuvara, Gabriel Liiceanu, Dan C. Mihăilescu, Radu Paraschivescu, Horia-Roman Patapievici, Ioana Pârvulescu, Andrei Pleșu; Ed. Humanitas Multimedia, 2015;
- Despre limită (4 CD), Ed. Humanitas Multimedia, 2010, 2015;
- Întâlnire cu un necunoscut, lectura: Răzvan Vasilescu; Ed. Humanitas Multimedia, 2016;
- Povești de dragoste la prima vedere - Gabriel Liiceanu, Ioana Pârvulescu, Radu Paraschivescu, Ana Blandiana, Adriana Bittel; Ed. Humanitas Multimedia, 2016;

### Filme și emisiuni
- Eugène Ionesco, 1991;
- Exercițiu de admirație (în colaborare cu Constantin Chelba), 1992;
- Monarhia salvează România! [Inregistrare video] : un film dedicat prezenței în România a Majesății Sale, Regele Mihai I, de Sfintele Paști, 25-27 aprilie 1992; un film de Sorin Iliesiu; comentariu istoric Dinu C. Giurescu; comentariu eseu Gabriel Liiceanu; Video Est România Liberă, 1992
- Apocalipsa după Cioran (în colaborare cu Sorin Ilieșiu), 1994;
- Altfel, cu Andrei Pleșu și Gabriel Liiceanu (Realitatea Tv, 2006);
- 50 de minute, cu Pleșu și Liiceanu (TVR 1, 2011)

## Distincții

### Ordine și decorații
- Chevalier de l’Ordre des Arts et des Lettres (1992)
- Commendatore dell’Ordine della Stella della Solidarieta italiana (2005)
- Crucea de merit Clasa I a Ordinului de Merit al Republicii Federale Germania (2006)
- Ordinul național Steaua României în grad de Cavaler (2006).
- Steaua României în grad de Ofițer, 30 mai 2012[31]

### Premii
- Premiul Uniunii Scriitorilor (1983) pentru Jurnalul de la Păltiniș
- Marele Premiu al Uniunii Cineaștilor din România (ex-aequo, 1992)
- Premiul „Cartea anului“, 2002, acordat de revista „România literară“ pentru Ușa interzisă
- Premiul „Cea mai bună traducere a anului 2003“, pentru traducerea lucrării Ființă și timp de Martin Heidegger

### In honorem
- Cătălin Cioabă, Bogdan Mincă (Hg.), Liber amicorum. Studii și eseuri în onoarea lui Gabriel Liiceanu, București: Zeta Books, 2012 [Omagiu la împlinirea a 70 de ani]